# Salmophasia
A Salmophasia  a csontos halak (Osteichthyes) főosztályának sugarasúszójú halak (Actinopterygii)  osztályába, a pontyalakúak (Cypriniformes) rendjébe, a pontyfélék (Cyprinidae) családjába, és a Danioninae alcsaládjába tartozó nem.

## Rendszerezés
A nemhez az alábbi fajok tartoznak.
- Salmophasia bacaila (Hamilton, 1822)
- Salmophasia phulo (Hamilton, 1822)
- Salmophasia balookee (Sykes, 1839)
- Salmophasia novacula (Valenciennes, 1840)
- Salmophasia sardinella (Valenciennes, 1844)
- Salmophasia acinaces (Valenciennes, 1844)
- Salmophasia untrahi (Day, 1869)
- Salmophasia sladoni (Day, 1870)
- Salmophasia punjabensis (Day, 1872)
- Salmophasia boopis (Day, 1874)
- Salmophasia horai (Silas, 1951)
- Salmophasia orissaensis (Banarescu, 1968)
- Salmophasia belachi (Jayaraj, Rao, Ravichandra Reddy, Shakuntala & Devaraj, 1999)